# Окинавские фамилии
Окинавские фамилии (яп. 沖縄県の名字 окинава кэн но мё:дзи) — фамилии, распространённые в японской префектуре Окинава. Многие фамилии читаются не на окинавском языке, а на литературном японском. Окинавские фамилии довольно уникальны — к примеру, лишь 31 из 200 наиболее распространённых в Японии фамилий входят в аналогичный окинавский список, а не менее 80 % распространённых в Окинаве фамилий крайне редки для остальных префектур. Помимо Окинавы эти фамилии также часты на Гавайях, в частности самая распространённая окинавская фамилия Хига также является самой частотной на острове Оаху.

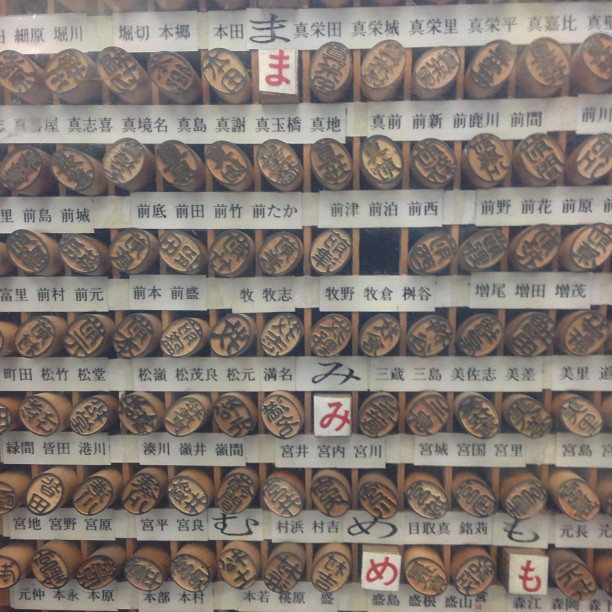
Печати, выставленные в магазине на Окинаве с нанесёнными местными фамилиями

После ликвидации ханов в тех случаях, когда у человека были и фамилия, и титул, последний обычно отбрасывали.
Из-за дискриминации некоторые окинавцы меняли фамилии на японские, например Хига (яп. 比嘉) превращали в Игэ (яп. 伊芸). Иногда японизация производилась сменой чтения: фамилию Канасуку (яп. 金城) можно прочесть более по-японски — Канасиро (яп. 金城).

## Особенности
| Род, удзи (яп. 姓)       | Настоящее имя, имина (яп. 諱) | Родовое имя, камэй (яп. 家名) | Титул (яп. 称号)          | Повседневное имя (яп. 名乗) |
| ------------------------ | ----------------------------- | ----------------------------- | ------------------------- | --------------------------- |
| Сё (яп. 向)              | Сёкэн (яп. 象賢)              | Ханэдзи (яп. 羽地)            | Одзи (яп. 按司)           | Тёсю (яп. 朝秀)             |
| Китайское имя (яп. 唐名) | Китайское имя (яп. 唐名)      | Японское имя (яп. 大和名)     | Японское имя (яп. 大和名) | Японское имя (яп. 大和名)   |

Исторически у рюкюсцев не было фамилий, с XV века рюкюская знать стала носить имена по формуле «удзи + имина + камэй + титул + повседневное имя». Первые два назывались «китайским именем» и использовались в официальных рюкюских и китайских документах.
Родовое имя (яп. 家名 камэй, я:нума:), которое позже превратилось в фамилию, обычно было образовано от топонима или названия родового поместья. Часто встречалась смена родового имени для привлечения удачи. В случае, если у родителей и детей или братьев были разные владения, то и камэй у них отличались.
Повседневное имя (яп. 名乗 нанори) всегда состояло из иероглифов. Первый иероглиф носил название нанори-гасира (яп. 名乗頭). В примере с Сё Сёкэном в повседневном имени Тёсю (яп. 朝秀 Тё:сю:) иероглиф 朝 является «нанори-гасира», он начинает все имена людей из королевского рода Сё.
У людей, не владевших землёй, обычно было родовое имя Насима (яп. 名島).
Воинам из Сакисимы было запрещено иметь удзи из одного кандзи, поэтому у местных семей в родовом имени их было два: Тюдо-удзи (яп. 忠導氏 тю:до:удзи)、Кимбо-удзи (яп. 錦芳氏 кимбо:удзи).

## Детское имя
Рюкюсцы также пользовались «детскими именами» (яп. 童名 до:на; варабина:), на них не распространялись ограничения — это были обычные популярные имена. В зависимости от социального класса носителя, к нему обращались с приставкой ма- (яп. 真) или уми- (яп. 思) и суффиксом -кани (яп. 金): к примеру, основателя второй династии Сё Сё Эна звали Умитукукани (яп. 思德金).
| Знать                   | Военные           | Простолюдины                  |
| ----------------------- | ----------------- | ----------------------------- |
| 思徳金 (умитукугани)    | 思徳 (умитуку)    | 徳 (туга:)                    |
| 思樽金 (умитаругани)    | 樽金 (таругани)   | 樽 (тару:)                    |
| 思次良金 (умидзиругани) | 思次良 (умидзиру) | 次良 (дзира:)                 |
| 真三良金 (масанругани)  | 真三良 (масанру)  | 三良 (санру:, санра:, санда:) |
| 思五良金 (умигуругани)  | 思五良 (умигуру)  | 五良 (гура:)                  |
| 真鶴金 (мадзиругани)    | 真鶴 (мадзиру)    | 鶴 (тиру:)                    |
| 真牛金 (моусигани)      | 真牛 (моуси)      | 牛 (уси:, уса:)               |
| 思真呉勢 (умимагудзи)   | 真呉勢 (магудзи)  | 呉勢 (гудзи:)                 |

## Пять семей
Пять самых знатных семей (яп. 五大姓 годайсэй) — крупные семейства, приближённые ко двору, рода крупных чиновников и сам род короля.
| Удзи            | Сё                                                          | О                           | Бо                              | Моикэгусукудунчи            | Мотомигусукудунчи         |
| --------------- | ----------------------------------------------------------- | --------------------------- | ------------------------------- | --------------------------- | ------------------------- |
| Основатель рода | Сё Эн                                                       | 国頭親方盛順                | 大浦添親方良憲                  | 新城親方安基                | 中城護佐丸盛春            |
| Нанори-гасира   | 朝                                                          | 盛                          | 良                              | 安                          | 盛                        |
| Камэй           | 伊江、小禄、本部、読谷山…                                   | 永山、玉城、伊舎堂、仲井真… | 小禄、与那原、宮平、仲吉、仲眞… | 池城、美里、東風平、佐渡山… | 豊見城、国頭、富川、亀川… |
| Примечания      | Члены королевской фамилии и вожди, дана 28 лицам сансиканом | Дана 6 лицам                | Дана 21 человеку                | Дана 18 людям               | Дана 15 людям             |

## Древнее Рюкю
Одна из ранних надписей с рюкюскими фамилиями — стела в Тамаудуне 1501 года постройки, записана в основном каной, кроме нескольких иероглифов: 
中ぐすく вместо 中城 (Накагусуку);
こゑく вместо 越来 (Гоэку);
とよミぐすく вместо 豊見城 (Тоёмигусуку).

## Сацумское вторжение
- См. также Амамийское имя[англ.]

После вторжения сацумского хана все камэй стали записывать иероглифами. В 1624 году вышел закон о запрещении яматоских фамилий (яп. 大和めきたる名字の禁止 яматомэ китару мё:дзи но кинси), и фамилии в японском стиле были уничтожены или заменены на атэдзи: Кунигами (яп. 国上) → яп. 国頭, Фунакоси (яп. 船越) → яп. 富名腰, Маэда (яп. 前田) → яп. 真栄田 и т. д. Кроме того началось восприятие сацумских фамилий и имён. Несмотря на существование запретов на японские фамилии, за их исполнением не очень строго следили, и множество таких камэй выжило, в отличие от японских топонимов, которые были полностью заменены.

## Реставрация Мэйдзи
После аннексии Рюкю и превращения его в префектуру Окинава все простолюдины должны были выбрать себе фамилию, в этот период было создано множество фамилий из топонимов. Чтение фамилий было японизировано, к примеру, фамилия Кян (яп. 喜屋武) стала читаться «Киятакэ», Уфугусуку (яп. 大城) → Осиро и т. п. Чтения на рюкюских языках оставались частоупотребимыми до начала Второй мировой войны. В XXI веке частыми остались такие чтения как Агариэ (яп. 東江), Накандакари (яп. 仲村渠) и небольшое количество других.

## Перепись 1953 года
После Второй мировой войны на Окинаве там была проведена перепись, перед которой на встречах кланов было принято решение о смене фамилий с Хига на Аоки, Утида, Китида и другие.

## 50 самых распространённых фамилий
Многие из приведённых фамилий имеют варианты с добавлением в конец иероглифов 里 или 城.

| Номер     | Японское чтение                     | Окинавское чтение                |
| --------- | ----------------------------------- | -------------------------------- |
| 01 比嘉   | Хига                                | Фидзя                            |
| 02 金城   | Канэсиро, Киндзё:                   | Канагусику, Канагусуку           |
| 03 大城   | О:сиро                              | Уфугусику, Уфугусуку             |
| 04 宮城   | Мияги                               | На:гусику, На:гусуку, Ммя:гусику |
| 05 新垣   | Аракаки, Арагаки, Сингаки, Ниигаки  | Арагачи                          |
| 06 玉城   | Тамаки, Тамасиро                    | Тамагусику, Тамагусуку           |
| 07 上原   | Уэхара                              | Уи:бару                          |
| 08 島袋   | Симабукуро                          | Симабуку                         |
| 09 平良   | Тайра                               | Тэ:ра                            |
| 10 山城   | Ямасиро                             | Ямагусику, Ямагусуку             |
| 11 知念   | Тинэн                               |                                  |
| 12 宮里   | Миядзато, Миясато, На:дзато         | Мя:дзату, Мяндзату               |
| 13 仲宗根 | Накасонэ                            | Накадзуни, Накадзюни             |
| 14 下地   | Симодзи                             | Симудзи                          |
| 15 照屋   | Тэруя                               | Ти:ра                            |
| 16 砂川   | Сунагава                            | Уруга:                           |
| 17 城間   | Гусукума, Сирома, Дзё:ма            | Гусикума                         |
| 18 仲村   | Накамура                            |                                  |
| 19 新里   | Ниисато, Синдзато                   |                                  |
| 20 新城   | Арагусуку, Арасиро, Синсиро, Синдзё | Ярагусику                        |
| 21 安里   | Асато                               | Асэту                            |
| 22 伊波   | Иха                                 | Ифа                              |
| 23 赤嶺   | Акаминэ                             | Якамми                           |
| 24 上地   | Утиэ, Камидзи                       |                                  |
| 25 石川   | Исикава                             |                                  |

| Номер     | Японское чтение                   | Окинавское чтение  |
| --------- | --------------------------------- | ------------------ |
| 26 又吉   | Матаёси, Матакити                 |                    |
| 27 具志樫 | Гусикэн                           |                    |
| 28 高良   | Такара, Ко:ра                     |                    |
| 29 松田   | Мацуда                            |                    |
| 30 仲間   | Накама                            |                    |
| 31 国吉   | Куниёси                           | Куниси             |
| 32 与那嶺 | Ёнаминэ                           | Юнамми             |
| 33 仲里   | Накадзато                         | Накадзату          |
| 34 中村   | Накамура                          |                    |
| 35 山内   | Ямаути                            |                    |
| 36 長嶺   | Нагаминэ                          | Нагамми            |
| 37 外間   | Хокама, Сотома                    | Фукама             |
| 38 与那覇 | Ёнаха                             | Юнафа              |
| 39 上間   | Уэма                              | Уи:ма              |
| 40 神谷   | Камия, Кабэя, Камитани, Ко:нотани |                    |
| 41 友利   | Томори                            | Тумуи              |
| 42 仲本   | Накамото                          | Накамуту           |
| 43 川満   | Кавамицу                          | Ка:мицу, Ка:мичу   |
| 44 喜屋武 | Кян, Каян, Киятакэнадо            |                    |
| 45 宮平   | Мияхира                           | Мя:дэ:ра, На:дэ:ра |
| 46 当山   | То:яма                            |                    |
| 47 伊佐   | Иса                               |                    |
| 48 喜納   | Кина                              |                    |
| 49 岸本   | Кисимото                          |                    |
| 50 与儀   | Ёги                               | Ю:дзи              |